# Cold Courage
Cold Courage är en brittisk kriminalserie från 2020. Serien är regisserad av Agneta Fagerström-Olsson och Kadir Ferati Balci. För manus står David Joss Buckley och Shelly Goldstein. Första säsongen består av 8 avsnitt. Serien är baserad på Pekka Hiltunens böcker om The Studio.
Den svenska premiären är planerad till den 3 maj 2020 på Viaplay.

## Handling
Serien handlar om de två finska kvinnorna Mari och Lia som träffar varandra i London i samband med ett mord. Mari och Lia är olika som personer. Mari är tuff och hårdhudad medan Lia är blyg. Båda blir involverade i den hemliga organisationen The Studio som vars syfte är att förhindra brottslighet.

## Rollista (i urval)
| Pihla Viitala    | – Mari           |
| Sofia Pekkari    | – Lia            |
| John Simm        | – Arthur Fried   |
| Caroline Goodall | – Maggie         |
| Antti Reini      | – Kazimir Vanags |
| Ian Gerard Whyte | – Sean Duffy     |
| Elmer Bäck       |                  |
| Jonna Järnefelt  |                  |
| Rea Mauranen     |                  |
| Antti Virmavirta |                  |
| Jussi Nikkilä    |                  |
| Jakob Eklund     |                  |